# Dywizjon 305
305 Dywizjon Bombowy „Ziemi Wielkopolskiej i Lidzkiej im. Marszałka Józefa Piłsudskiego” (ang. No.305 Polish Bomber Squadron) – eskadra lotnictwa bombowego i myśliwsko-bombowego Polskich Sił Powietrznych w Wielkiej Brytanii.

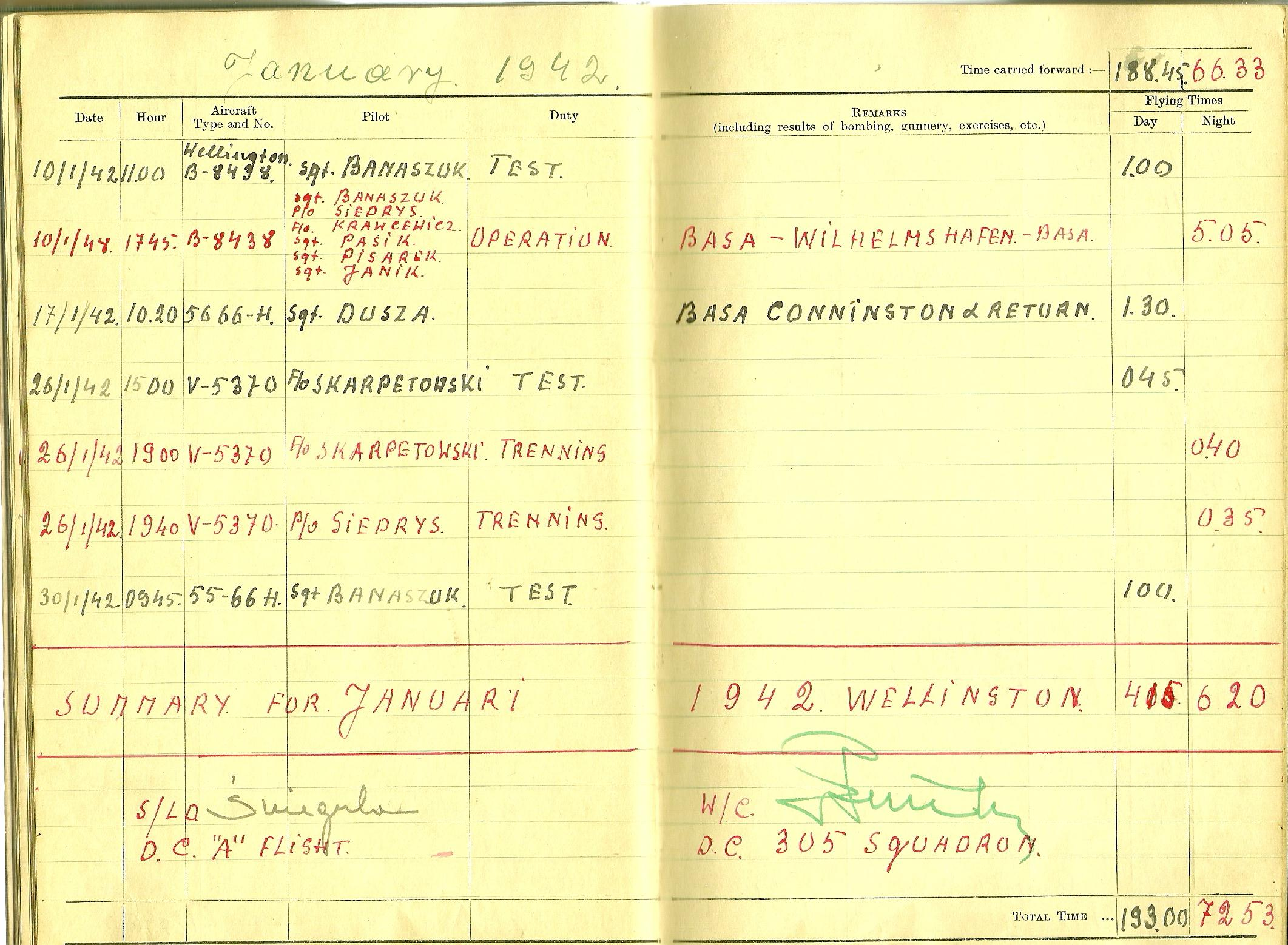
Strona z Dziennika Pokładowego Dywizjonu 305

## Historia

### Formowanie Dywizjonu
Formowanie czwartego z polskich eskadr bombowych, Dywizjonu 305, rozpoczęło się 29 sierpnia 1940 w bazie RAF Bramcote. Dywizjon początkowo był wyposażony w lekkie bombowce Fairey Battle, ale od listopada 1940 został przezbrojony w dwusilnikowe ciężkie bombowce Vickers Wellington wraz z przeniesieniem do bazy RAF Syerston, razem z Dywizjonem 304. Prowadzono tam intensywne szkolenia, uzupełniając etaty personelu. W dniu 27 stycznia oba dywizjony były wizytowane przez parę królewską.

### W grupie RAF Bomber Command
Gotowość operacyjną dywizjon uzyskał w dniu 24 kwietnia 1941. Jego pierwszą misją było bombardowanie zbiorników z paliwem w Rotterdamie w nocy z 25 na 26 kwietnia 1941. Za uzyskanie znaczących rezultatów bombardowania oba dywizjony (również 304) otrzymały telegram gratulacyjny od Dowódcy 1 Grupy Bombowej (RAF Bomber Command). Dzień 25 kwietnia stał się świętem dywizjonu .
W następnych tygodniach dywizjon dołączył do grupy nocnego bombardowania miast niemieckich oraz wyposażenia niemieckiego w portach francuskich. W dniu 11 czerwca dywizjon miał wizytację dowódcy Bomber Command, następnego dnia wizytę złożyli Jego Królewska Mość, Książę Kentu. W 1941 oraz 1942 kontynuowano bombardowania. W nocy z 30 na 31 maja 1942 13 załóg dywizjonu wzięło udział w pierwszym nalocie dywanowym RAF 1000 samolotów na Kolonię (operacja Millennium). W sierpniu 1942 głównym zadaniem dywizjonu było minowanie portów francuskich wykorzystywanych przez niemieckie okręty wojenne. W następnych miesiącach kontynuowano te zadania oraz dalej bombardowano miasta Essen, zagłębia Ruhry (zakłady Kruppa) oraz włoski Turyn. Ostatnim lotem operacyjnym w Grupie Bombowej było bombardowanie Hamburga nocą z 2 na 3 sierpnia 1943. Dywizjon odnotował w tym okresie znaczące straty w załogach i sprzęcie.
W dniu 20 lipca 1941 dywizjon przeniesiono do bazy RAF Lindholme, gdzie stacjonował również Dywizjon 304. Stamtąd, a następnie od sierpnia 1942 z bazy RAF Hemswell kontynuowano operacje bombardowania celów w Niemczech, notując też poważne straty własne w załogach i samolotach. Było to jednym z powodów decyzji wyłączenia dywizjonu z Grupy Bombowej i podporządkowania go do nowej Drugiej Grupy Sił Taktycznych (2TAF). Ostatnim lotem operacyjnym w Grupie Bombowej było bombardowanie Hamburga nocą z 2 na 3 sierpnia 1943.

### W Grupie Sił Taktycznych
Celem Drugiej Grupy Sił Taktycznych (TAF) było skoncentrowanie ataków na kontynencie na cele strategiczne nieprzyjaciela: mosty, magazyny, dworce, pociągi i linie kolejowe. Dywizjon do tych zadań otrzymał 5 września 1943 na krótko amerykańskie bombowce B-25 Mitchell, a następnie samoloty myśliwsko-bombowe De Havilland Mosquito, używane przez dywizjon do końca wojny. Dywizjon musiał się zmienić z jednostki bombowej na jednostkę myśliwsko-bombową, szturmową. Po przeszkoleniu dywizjon uzyskał gotowość bojową 25 lutego 1944.
Operując intensywnie nad kontynentem, dywizjon wziął udział w D-Day, bombardując tereny przed lądowaniem wojsk sprzymierzonych oraz cele strategiczne we Francji. W sierpniu 1944 zniszczono między innymi, 13 000 000 litrów niemieckiego paliwa przechowywanego w pobliżu Nancy. Od listopada 1944, dywizjon stacjonował na lotniskach na kontynencie: we Francji, Holandii oraz w Niemczech. Ostatnią akcję bojową dywizjon wykonał w nocy z 25 na 26 kwietnia 1945, cztery lata po swojej pierwszej akcji .

### Rozformowanie dywizjonu
Po zakończeniu działań wojennych stacjonował w Niemczech jako część sił okupacyjnych. Od 15 października 1946 roku powrócił do Anglii do bazy RAF Faldingworth, gdzie 25 listopada 1946 zdał samoloty. Dnia 6 stycznia 1947 został rozformowany.

## Odznaka
Odznaka Dywizjonu zatwierdzona Dz. Rozk. NW nr 3, poz. 31 z 2 lipca 1943 roku. Na tle skrzydła husarskiego skierowanego w prawą stronę wpisane inicjały JP przedzielone złotą buławą marszałkowską. W dolnej części, po prawej stronie wkomponowane ćwiartki szachownicy i lotniczego koła RAF, wykonane z barwnej emalii. Na piórach w dolnej części skrzydła wpisany pionowo złoty numer dywizjonu 305. Trzyczęściowa – wykonana w srebrze, numer i buława nakładane. Wymiary: 50 × 22 mm.

## Dowódcy

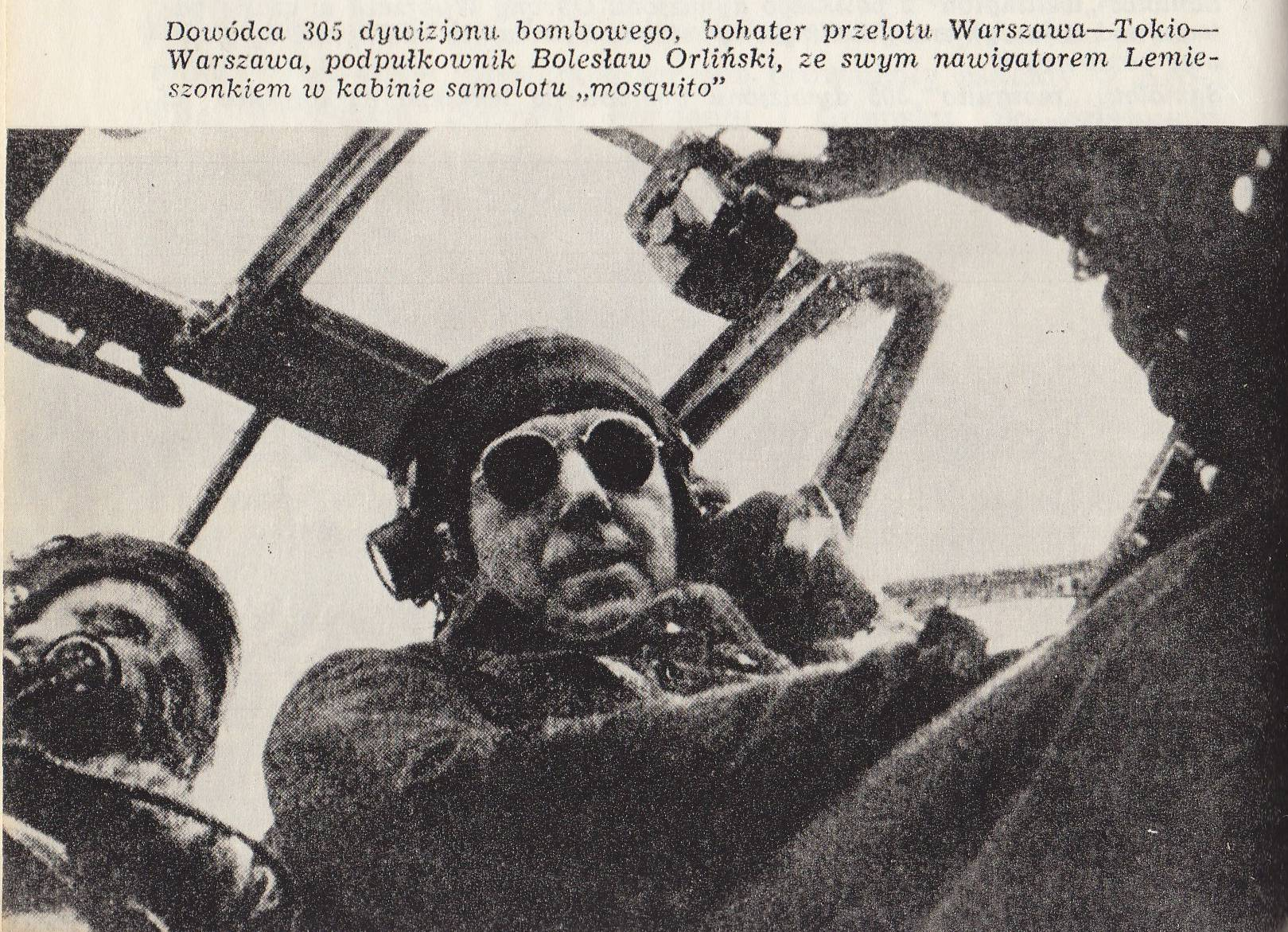
Bolesław Orliński (po prawej)

| Dowódcy Dywizjonu 305 |             |                     |                  |                                                           |
| Stopień RAF           | Stopień PSP | Imię i nazwisko     | Od dnia          | Informacje                                                |
| Doradca brytyjski     |             |                     |                  |                                                           |
| W/Cdr                 |             | James.K.M. Drysdale | 29 sierpnia 1940 | zginął w operacji nalotu na Hawr z 15 na 16 września 1941 |
| Dowódcy polscy        |             |                     |                  |                                                           |
| W/Cdr                 | ppłk pil.   | Jan Jankowski       | 29 sierpnia 1940 |                                                           |
| S/Ldr                 | mjr pil.    | Bohdan Kleczyński   | 29 marca 1941    |                                                           |
| W/Cdr                 | mjr pil.    | Robert Beill        | 8 sierpnia 1941  |                                                           |
| S/Ldr                 | mjr pil.    | Kazimierz Śniegula  | 21 czerwca 1942  | W/Cdr od 6 lipca 1942                                     |
| W/Cdr                 | mjr pil.    | Tadeusz Czołowski   | 17 stycznia 1943 |                                                           |
| W/Cdr                 | kpt. pil.   | Kazimierz Konopasek | 28 lipca 1943    |                                                           |
| W/Cdr                 | mjr pil.    | Bolesław Orliński   | 1 sierpnia 1944  |                                                           |
| W/Cdr                 | mjr. pil.   | Stanisław Grodzicki | 1 lutego 1945    | zginął w wypadku samolotu transportowego 13 lutego 1946   |
| W/Cdr                 | mjr pil.    | Ryszard Referowski  | 14 lutego 1946   | do rozformowania dywizjonu 6 stycznia 1947                |

## Personel dywizjonu
W wykazie figurują oficerowie i podoficerowie Dywizjonu 305, których biogramy przez wzgląd na ich zasługi są zamieszczone w Wikipedii.

- Stanisław Barzdo
- Robert Beill
- Stanisław Daniel
- Mieczysław Gorzeński
- Stanisław Grodzicki
- Kazimierz Jaklewicz
- Mieczysław Jonikas
- Mieczysław Kałuża
- Antoni Kiewnarski
- Bohdan Kleczyński
- Bolesław Orliński
- Mieczysław Pruszyński
- Stanisław Skarżyński
- Kazimierz Śniegula

## Lotniska

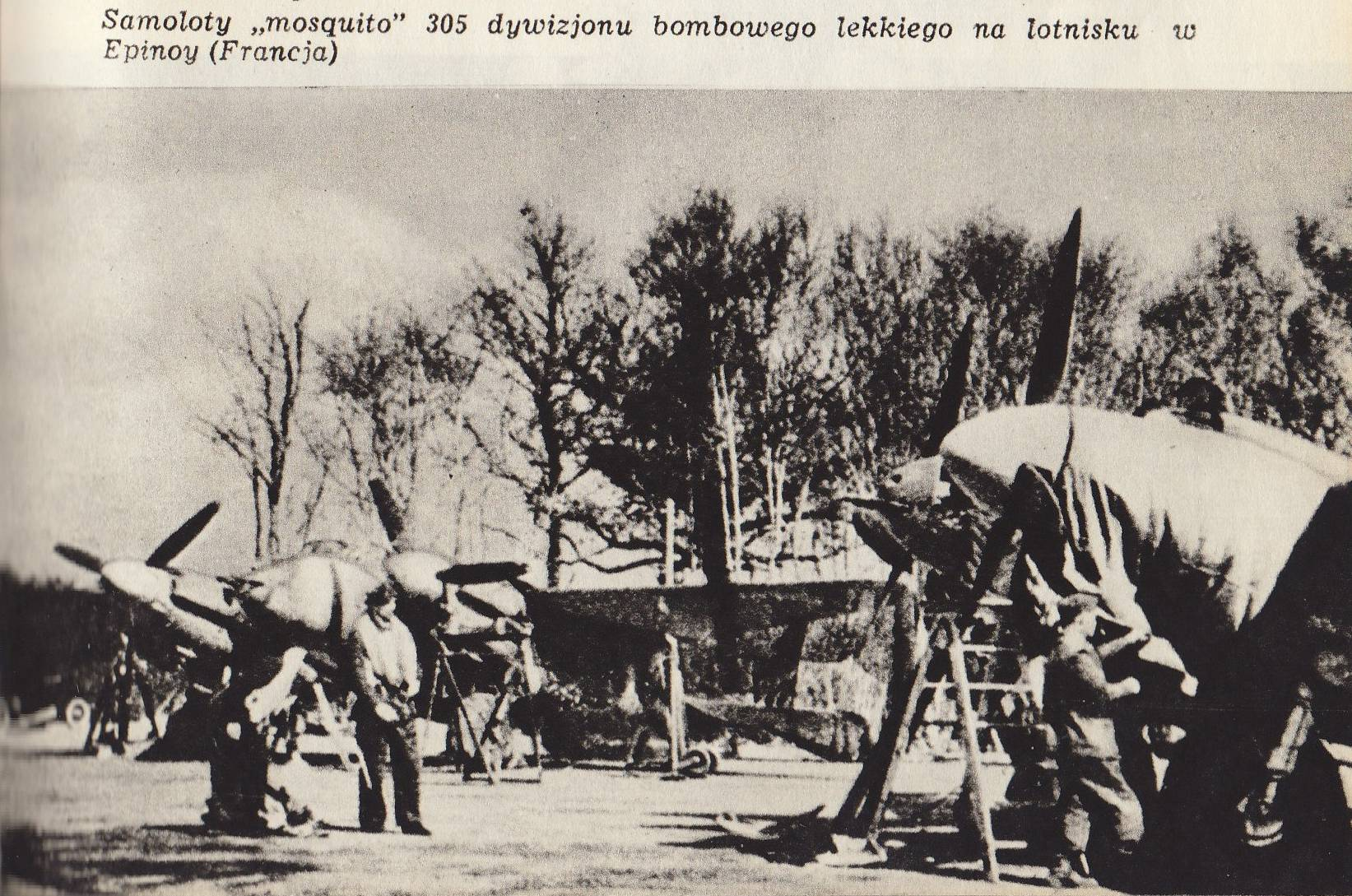
Samoloty Mosquito 305 Dywizjonu na lotnisku Epinoy we Francji w 1945 roku

| Bazy lotnicze Dywizjonu 305       |                      |
| Baza lotnicza                     | Użytkowana od        |
| RAF Bramcote                      | 29 sierpnia 1940     |
| RAF Syerston                      | 26 listopada 1940    |
| RAF Lindholme                     | 20 lipca 1941        |
| RAF Hemswell                      | 23 lipca 1942        |
| RAF Ingham                        | 23 czerwca 1943      |
| RAF Swanton Morley                | 3 września 1943      |
| RAF Lasham                        | 18 listopada 1943    |
| RAF Blackbushe                    | 30 października 1944 |
| ALG A-75 Épinoy, Francja          | 19 listopada 1944    |
| ALG B-80 Volkel, Holandia         | 30 lipca 1945        |
| ALG B-77 Gilze en Rijen, Holandia | 7 września 1945      |
| ALG B-58 Melsbroek, Belgia        | 24 października 1945 |
| ALG B-119 Wahn, Niemcy            | 12 marca 1946        |
| RAF Faldingworth                  | 15 października 1946 |

1. ↑  Advanced Landing Ground(inne języki) – wyremontowane lotniska na terenach zdobytych przez Aliantów na froncie zachodnim w czasie II wojny światowej.
2. ↑  Do rozformowania dywizjonu 6 stycznia 1947.

## Samoloty na wyposażeniu
| Samoloty na wyposażeniu Dywizjonu 305 |                    |
| Typ samolotu                          | Użytkowany od      |
| Fairey Battle I                       | 1 września 1940    |
| Vickers Wellington IC                 | 22 listopada 1940  |
| Vickers Wellington II                 | 2 sierpnia 1941    |
| Vickers Wellington IV                 | 18 sierpnia 1942   |
| Vickers Wellington X                  | 15 maja 1943       |
| North American B-25 Mitchell II       | od 5 września 1943 |
| De Havilland Mosquito FB VI           | od 4 grudnia 1943  |

1. ↑  Oznaczenia przydzielonych samolotów:.
2. ↑  M.in.: K7632-P, K9399-R, K9417-Q, L4963-N, L5041-F, L5050-M, L5052-O, L5056-J, L5059-L, L5064-E, L5160-H, L5315-B, L5352-K, L5476-D, L5563-G.
3. ↑  Wiosną 1941 m.in.: R1016-A, R1017-K, R1019-L, R1214-N, R1228-E, R1322-F, R1592-R, R1696-P, R1697-J, W5721-H, W5722-N, W5723, W5726-Q;
w lipcu 1941 m.in.: R1213-D, R1667-J, R1672-G, T2960-O, X9664-K, X9683-P.
4. ↑  M.in.: W5420-D, W5463-E, W5519-K, W5526-J, W5533-T, W5557-G, W5563-Q, W5567-M, W5573-O, W5579-L, W5590-A, W5591-B, W5592-N, W5593-P;
od początku 1942 m.in.: W5370-V, Z8339-N, Z8343-S, Z8372-Q, Z8399-Z, Z8406-G, Z8425-K, Z8438-B, Z8501-M, Z8581-W, Z8596-A, Z8597-C, Z8599-R, Z8601-M, Z8645-Q.
5. ↑  M.in.: R1520-W, R1525-S, R1530-A, Z1216-S, Z2145-D, Z1248-K, Z1260-B, Z2172-N, Z1273-P, Z1278-F, Z1279-O, Z1281-K, Z1340-L, Z1378-G, Z1384-R, Z1389-C, Z1390-J, Z1400-K, Z1401-O, Z1403-A, Z1415-N, Z1476-F, Z1480-N, Z1481-D, Z1490-T, Z1496-S.
6. ↑  M.in.: HE148-T, HE345-K, HE347-F, HE705-A, HF463-A, HF490-O, HF491-L, HF492-M, HF495-B, HF594-J, HZ467-C, LN390-U, LN391-P, LP356-G, LP452-J, MF372-E, MS495, NA986-D, NB467-C, NB689-H.
7. ↑  M.in.: B-25C: FL182-P, FL192-L, FL201-B, FL686-O, FL691-A; B-25D: FV911-S, FV913-C, FV923-E, FV937-K, FV941-D, FV948-Q, FV976-R.
8. ↑  W początkowym okresie m.in.: HX980-O, LR261-G, LR262-Q, LR295-D, LR298-K, LR300-N, LR303-A, LR313-B, LR328-C, LR338-E, LR365-J, NS823-H, NS824-Z, NS846-B, NS888-M, NS927-C, NT145-Z;
na początku 1945 roku: HR202-A, HR346-K, HX909-L, NS844-N, NS887-O, NT175-E, NT193-F, NT227-M, NT233-X, NT234-E, NT236-P, PZ232-O, PZ335-D, PZ357-W, PZ374-H, PZ383-U, PZ389-C, PZ391-D, PZ401-B, RS559-L, SZ978-H, SZ982-T.

## Podsumowanie wysiłku bojowego dywizjonu
W okresie 19 lipca 1940 – 8 maja 1945.
|               | Operacje bojowe w Bomber Command     |         |         |       |       |       |        |
| Rok           | 1940                                 | 1941    | 1942    | 1943  | 1944  | 1945  | Razem  |
| samolotozadań | –                                    | 284     | 587     | 246   | –     | –     | 1 117  |
| godzin lotu   | –                                    | 1 479,5 | 3 273,5 | 1 304 | –     | –     | 6 057  |
|               | Operacje bojowe w Tactical Air Force |         |         |       |       |       |        |
| Rok           | 1940                                 | 1941    | 1942    | 1943  | 1944  | 1945  | Razem  |
| samolotozadań | –                                    | –       | –       | 15    | 1 636 | 813   | 2 464  |
| godzin lotu   | –                                    | –       | –       | 33    | 4 295 | 2 441 | 6 769  |
|               | Łącznie operacje dywizjonu 305       |         |         |       |       |       |        |
| Rok           | 1940                                 | 1941    | 1942    | 1943  | 1944  | 1945  | Razem  |
| samolotozadań | –                                    | 284     | 587     | 261   | 1 636 | 813   | 3 581  |
| godzin lotu   | –                                    | 1 479,5 | 3 273,5 | 1 337 | 4 295 | 2 441 | 12 826 |

## Straty personalne i samolotów
|                      | Straty lotników i samolotów Dywizjonu 305 |      |      |      |      |      |       |
| Rok                  | 1940                                      | 1941 | 1942 | 1943 | 1944 | 1945 | Razem |
| polegli w akcji      | –                                         | 58   | 56   | 31   | 39   | 11   | 195   |
| w niewoli, zaginieni | –                                         | 15   | 17   | 3    | 0    | 1    | 36    |
| utracone maszyny     | –                                         | 14   | 16   | 7    | 20   | 6    | 63    |

1. ↑  W tym 6 lotników brytyjskich.
2. ↑  W tym 13 lotników brytyjskich.
3. ↑  W tym 7 lotników brytyjskich.
4. ↑  Lotnik brytyjski.

- Dane ustalone na podstawie[7][8] .

## Upamiętnienie
- Od 2018 tradycje dywizjonu 305 kontynuuje Mobilna Jednostka Dowodzenia Operacjami Powietrznymi[9]